# Wehrmachtbericht

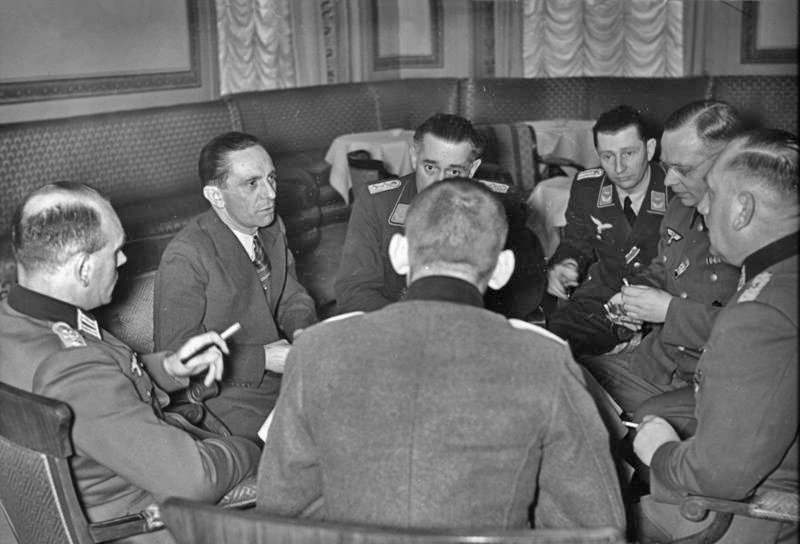
Joseph Goebbels com oficiais de propaganda da Wehrmacht, em 1941.

Wehrmachtbericht (em português: "O Relatório das Forças Armadas") foi um comunicado que fazia parte da propaganda nazi durante a Segunda Guerra Mundial. Produzido pelo Departamento de Propaganda do Oberkommando der Wehrmacht, cobria a situação das forças armadas da Alemanha Nazi, falhando por vezes em transmitir a realidade. Todos os comunicados eram autorizados pelo Ministério da Propaganda do Reich.
Tanto as autoridades civis como as militares consideravam o Wehrmachtbericht vital para a mobilização, principalmente após a derrota em Stalingrado. Por outro lado, a propaganda nazi considerava este relatório uma peça de comunicação vital para o futuro, para além do efeito imediato na época em que era publicado. A mensagem principal que o relatório passava era o da superioridade do militar alemão, cujo espírito de soldado e de carácter era superior ao do inimigo. De acordo com o historiador Daniel Uziel, o relatório de Maio de 1945 contribuiu para a criação da imagem de uma "wehrmacht limpa e isenta de crimes".